# OLiS – albumy – winyle
OLiS – albumy – winyle (Oficjalna Lista Sprzedaży – albumy – winyle, dawniej OLiS winyl) – cotygodniowa lista przebojów, klasyfikująca 50 najlepiej sprzedających się albumów muzycznych na płytach winylowych na terenie Polski. Jest przygotowywana i publikowana w Internecie od 2017 roku przez Związek Producentów Audio-Video, polskie stowarzyszenie gromadzące dane na temat rodzimego przemysłu muzycznego. Każda lista zawiera statystyki w przedziale czasowym od piątku do czwartku i jest publikowana zwyczajowo w następny czwartek.
Dane na temat sprzedaży albumów są raportowane przez sklepy i wydawców oraz gromadzone przez agencję badawczą Kantar Polska (do 2019 przez TNS Polska, która została wchłonięta przez Kantar Polska). Składają się na nie egzemplarze kupione w sklepach stacjonarnych i internetowych oraz poprzez alternatywne sposoby, na przykład podczas koncertów. Z listy wyłączone są wydawnictwa promocyjne i reklamowe. W przypadku istnienia reedycji lub wersji alternatywnych albumów, które zawierają całość wydania pierwotnego, dane o ich sprzedaży są wliczane do danych wydania pierwotnego.
Powstanie listy zostało ogłoszone przez Związek Producentów Audio-Video 1 czerwca 2017 w odpowiedzi na rosnącą popularność płyt winylowych. Równocześnie zostało opublikowane pierwsze notowanie, składające się z 30 albumów. 16 stycznia 2023 Związek Producentów Audio-Video ogłosił reformę w swoich listach przebojów, w ramach której OLiS winyl zmienił nazwę na OLiS – albumy – winyle i został rozszerzony do 50 pozycji.
Od 20 lipca 2017 do 29 grudnia 2022 Związek Producentów Audio-Video publikował także listę sprzedaży płyt winylowych w ujęciu miesięcznym.